# Ivo Karlović
Ivo Karlović (Zágráb, 1979. február 28. –) horvát hivatásos teniszező. 211 centis magasságával ő a legmagasabb teniszező, aki valaha ATP tornán játszott. Karlovic eddigi pályafutása során 6 egyéni és egy páros ATP tornagyőzelemmel rendelkezik. Karlović a mezőny egyik legjobb adogatója, több rekord is fűzödik ezzel kapcsolatban a nevéhez. 2015. augusztus 11.-én elérte pályafutása 10.000. ász adogatását.

## ATP döntői

### Egyéni

#### Győzelmei (4)
| Összesítés                                            | Összesítés |
| ----------------------------------------------------- | ---------- |
| Grand Slam-torna                                      | (0)        |
| ATP World Tour Masters 1000 / ATP Masters Series      | (0)        |
| ATP World Tour 500 Series / International Series Gold | (0)        |
| ATP World Tour 250 Series / International Series      | (4)        |
| ATP World Tour Finals / Tennis Masters Cup            | (0)        |

| No. | Dátum             | Helyszín                           | Borítás         | Ellenfél a döntőben | Helyszín            |
| 1.  | 2007. április 9.  | Houston, Amerikai Egyesült Államok | Salak           | Mariano Zabaleta    | 6-4, 6-1            |
| 2.  | 2007. június 18.  | Nottingham, Egyesült Királyság     | Fű              | Arnaud Clément      | 3-6, 6-4, 6-4       |
| 3.  | 2007. október 14. | Stockholm, Svédország              | Kemény (fedett) | Thomas Johansson    | 6-3, 3-6, 6-1       |
| 4.  | 2008. június 21.  | Nottingham, Egyesült Királyság     | Fű              | Fernando Verdasco   | 7-5, 6-7(4), 7-6(8) |

### Elvesztett döntői (3)
| No. | Dátum             | Helyszín                                 | Borítás | Ellenfél a döntőben | Eredmény a döntőben |
| 1.  | 2005. június 23.  | London, Queen's Club, Egyesült Királyság | Fű      | Andy Roddick        | 7-6(7), 7-6(4)      |
| 2.  | 2007. február 18. | San José, Amerikai Egyesült Államok      | Kemény  | Andy Murray         | 6-7(3), 6-4, 7-6(2) |
| 3.  | 2010. február 28. | Delray Beach, Amerikai Egyesült Államok  | Kemény  | Ernests Gulbis      | 6–2, 6–3            |

### Páros győzelmei (1)
| No. | Dátum             | Helyszín                           | Borítás | Partner       | Ellenfelei a döntőben    | Eredmény a döntőben |
| 1.  | 2006. február 20. | Memphis, Amerikai Egyesült Államok | Kemény  | Chris Haggard | James Blake & Mardy Fish | 0-6, 7-5, 10-5      |

## Rekordok
- legtöbb ász egy meccsen: 78, amelyet a 2009-es Davis-kupa-n  ért el az cseh Radek Štěpánek ellen. Érdekessége ennek a meccsnek hogy ennek ellenére is 5 szettben vereséget szenvedett. Ezzel az örökranglistán a harmadik helyen áll, csak a legendás Isner-Mahut mérkőzés két résztvevője előzi meg.

- legtöbb tiebreak egy szezonban - mivel Karlović mozgása a pályán elég lassú, így nem tartozik a legjobb fogadójátékosok közé, az adogatását azonban nagyon nehéz elvenni, ezért a szettjei sokkal gyakrabban torkollanak tiebreakbe, mint más játékosokéi

- leggyorsabb második adogatás: (144 mph = kb. 231 km/h)

- eddigi leggyorsabb szervája: (156 mph = kb. 251 km/h) - ezzel a leggyorsabb szervák listáján a 3. helyen áll.

- 2007-ben ő lett a negyedik teniszező, aki egy szezonban több, mint 1000 ászt ütött (Pete Sampras, Goran Ivanišević és Roddick mellett); az évet végül 1318-cal zárta, a rekordot Ivanišević tartja 1477-tel

- az egyetlen játékos aki három egymást követő meccsen 40-nél több ászt ütött.[2]